# Pascualcobo
Pascualcobo est une commune de la province d'Ávila dans la communauté autonome de Castille-et-León en Espagne. 

## Géographie
Pacualcobo est situé à environ 62 km de la capitale (Madrid).
Avec une superficie de 16,14 km² et une population de 42 habitants, sa densité de population est de 2,60 habitants/km²

## Administration
| Période                                  | Période | Identité           | Étiquette | Qualité |
| ---------------------------------------- | ------- | ------------------ | --------- | ------- |
| 2007                                     | 2013    | Alfonso Gayo Monge | PP        |         |
| Les données manquantes sont à compléter. |         |                    |           |         |

## Culture

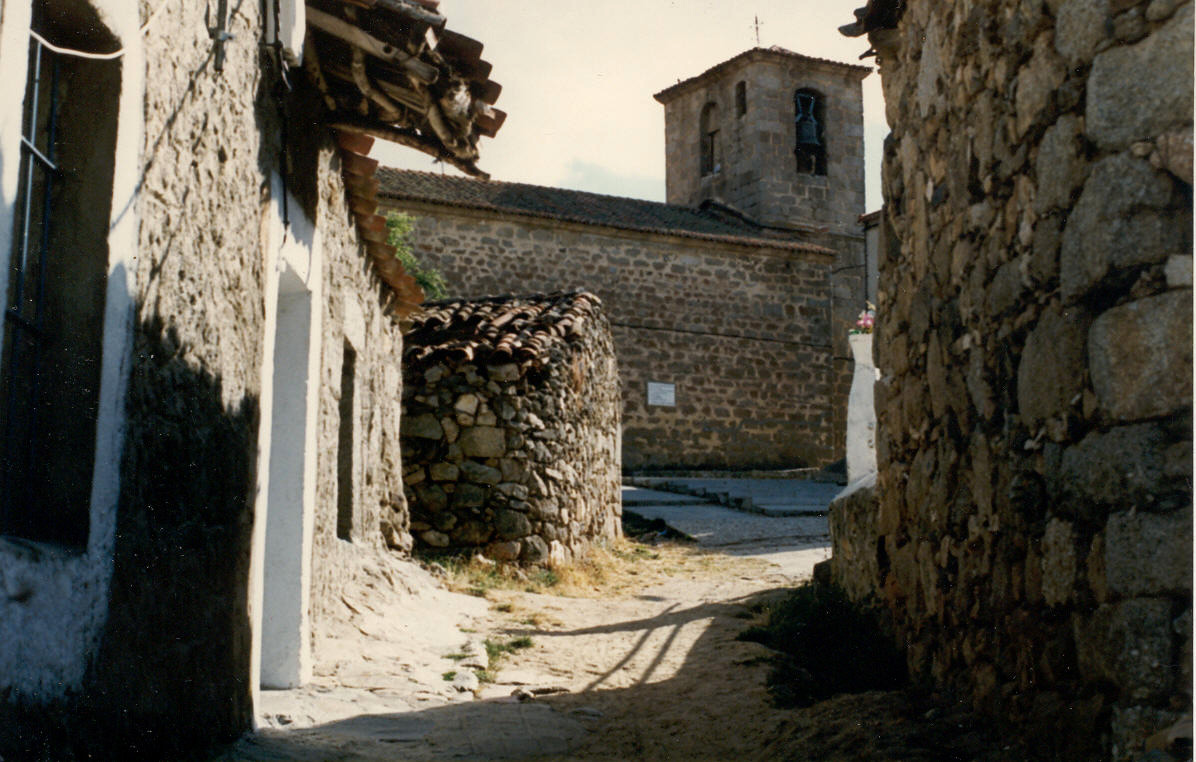
L'église du village

L'église Saint Pierre de Pascualcobo, achevée en 1731 est un mélange des styles néo-roman et néo-gothique. Dédiée à saint-Pierre, l'édifice possède une nef à voûtes en plein-cintres et un retable néo-baroque. Afin de payer le bâtiment, la municipalité s'est trouvée dans l'obligation d'utiliser une partie de son budget annuel.

## Économie
Jusqu'à la fin du XXe siècle, le village vivait de l'agriculture céréalière, ainsi que de quelques élevages et des vergers dispersés sur la commune. Aujourd'hui, c'est à travers l'élevage ovin et bovin que le village survit économiquement.

## Biodiversité
La commune de Pasucalcobo est classée ZPS, en raison des nombreuses espèces d'oiseaux (principalement pour les rapaces). On trouve aussi de nombreux sangliers, ainsi que quelques loups.